# Penicillium parmonense
Penicillium parmonense är en svampart som beskrevs av Baghd. Penicillium parmonense ingår i släktet Penicillium och familjen Trichocomaceae.   Inga underarter finns listade i Catalogue of Life.